# Martigny (Sena Marítim)
Martigny és un municipi francès situat al departament del Sena Marítim i a la regió de Normandia. L'any 2007 tenia 487 habitants.

## Demografia

### Població
El 2007 la població de fet de Martigny era de 487 persones. Hi havia 172 famílies de les quals 20 eren unipersonals (8 homes vivint sols i 12 dones vivint soles), 58 parelles sense fills, 82 parelles amb fills i 12 famílies monoparentals amb fills.
La població ha evolucionat segons el següent gràfic:
Habitants censats

### Habitatges
El 2007 hi havia 184 habitatges, 175 eren l'habitatge principal de la família, 5 eren segones residències i 4 estaven desocupats. 175 eren cases i 4 eren apartaments. Dels 175 habitatges principals, 124 estaven ocupats pels seus propietaris, 48 estaven llogats i ocupats pels llogaters i 3 estaven cedits a títol gratuït; 9 tenien dues cambres, 21 en tenien tres, 55 en tenien quatre i 89 en tenien cinc o més. 139 habitatges disposaven pel capbaix d'una plaça de pàrquing. A 61 habitatges hi havia un automòbil i a 104 n'hi havia dos o més.

### Piràmide de població
La piràmide de població per edats i sexe el 2009 era:
| Homes | Edats   | Dones |
| ----- | ------- | ----- |
| 0     | 95 o +  | 4     |
| 0     | 90 a 94 | 0     |
| 0     | 85 a 89 | 4     |
| 0     | 80 a 84 | 0     |
| 8     | 75 a 79 | 12    |
| 0     | 70 a 74 | 4     |
| 4     | 65 a 69 | 8     |
| 16    | 60 a 64 | 20    |
| 12    | 55 a 59 | 12    |
| 20    | 50 a 54 | 12    |
| 28    | 45 a 49 | 24    |
| 28    | 40 a 44 | 28    |
| 16    | 35 a 39 | 24    |
| 12    | 30 a 34 | 12    |
| 24    | 25 a 29 | 20    |
| 24    | 20 a 24 | 4     |
| 44    | 15 a 19 | 24    |
| 16    | 10 a 14 | 4     |
| 24    | 5 a 9   | 12    |
| 12    | 0 a 4   | 20    |

## Economia
El 2007 la població en edat de treballar era de 340 persones, 257 eren actives i 83 eren inactives. De les 257 persones actives 237 estaven ocupades (127 homes i 110 dones) i 20 estaven aturades (8 homes i 12 dones). De les 83 persones inactives 28 estaven jubilades, 21 estaven estudiant i 34 estaven classificades com a «altres inactius».

### Ingressos
El 2009 a Martigny hi havia 181 unitats fiscals que integraven 471,5 persones, la mediana anual d'ingressos fiscals per persona era de 18.653 €.

### Activitats econòmiques
Els 2 establiments que hi havia el 2007 eren d'empreses de construcció.
Dels 2 establiments de servei als particulars que hi havia el 2009, 1 era un paleta i 1 lampisteria.
L'any 2000 a Martigny hi havia 8 explotacions agrícoles que ocupaven un total de 336 hectàrees.

## Equipaments sanitaris i escolars
El 2009 hi havia una escola maternal integrada dins d'un grup escolar amb les comunes properes formant una escola dispersa.

## Poblacions més properes
El següent diagrama mostra les poblacions més properes.